# Собути, Юсеф
Юсеф Собути (перс. یوسف ثبوتی‎; родился 23 августа 1932 года в Зенджане, Иран) — современный иранский астрофизик, физик-теоретик.

## Биография
Юсеф Собути получил степень бакалавра в Тегеранском университете. В 1960 году он получил степень магистра физики в Университете Торонто.
Защитил докторскую диссертацию по астрономии и астрофизике в Чикагском университете под руководством Субраманяна Чандрасекара в 1963 году.
Начал преподавать физику в Технологическом университете Шарифа и Университете Шираза. Собути внёс значительный вклад развитие образования в области физики и фундаментальных наук в Иране. Его цель заключалась в обучении молодых учёных, способных проводить исследования мирового уровня.
Собути является основателем Института перспективных исследований в области фундаментальных наук (IASBS), известного в настоящее время как Университет перспективных исследований в области фундаментальных наук. Он оставался директором до августа 2010 года, когда его уволил министр науки, исследований и технологий кабинета министров.
Многие ученые и студенты, а также многие выдающиеся люди из города Зенджан выразили свое разочарование с этим решением министерства. Представители парламента пожаловались министру по этому поводу.
Он был одним из тех, кто изменил старую образовательную систему (известную как Дар уль Фунун) на терминологическую систему.

## Занимаемые должности[1]
- Преподаватель кафедры математики Университета Ньюкасл-апон-Тайн, 1968—1964 гг.
- Адъюнкт-профессор физики, Ширазский университет, 1964—1970 годы
- Приглашенный адъюнкт-профессор астрономии, Пенсильванский университет, 1968—1969 годы
- Приглашенный адъюнкт-профессор физики, Технологический университет Шарифа, Тегеран, 1970—1971 гг.
- Директор — основатель Обсерватории Бируни Ширазского университета, 1971—1981 гг.
- Профессор физики Ширазского университета, 1971—1999 гг.
- Руководитель физического факультета Ширазского университета, 1972—1974 годы и 1978—1980 годы.
- Приглашенный старший научный сотрудник Астрономического института Амстердамского университета, 1975—1976 гг.
- Член Совета Ширазского университета, 1976—1979, 1989—1991 гг.
- Приглашенный научный сотрудник Центра астрономии и астрофизики Чикагского университета, 1984—1985 годы
- Научный сотрудник Международного центра теоретической физики, 1987—1993 годы
- Сотрудник Всемирной академии наук (TWAS), 1987 — настоящее время
- Сотрудник Академии наук Ирана, 1988 — настоящее время
- Приглашенный профессор физического факультета Северо-Восточного университета, Бостон, 1991—1992 годы.
- Профессор физики IASBS, 1991—2021 гг.
- Президент — основатель IASBS, 1992—2010 гг.
- Основатель Центра исследований изменения климата и глобального потепления, IASBS, 2012 г.
- Директор — основатель Центра исследований изменения климата и глобального потепления при IASBS, с 2012 года по настоящее время
- Руководитель Отделения фундаментальных наук Академии наук Ирана, 2012—2019 гг.
- Адъюнкт — профессор, Международный центр сети релятивистской астрофизики (ICRANET), Пескара, Италия, 2015 г.

## Наиболее цитируемые научные работы
1. Y. Sobouti, An gravitation for galactic environments Astronomy & Astrophysics 464 (3), 921—925, 2007
2. Y. Sobouti, Chandrasekhar’s X-, Y- and Related Functions. The Astrophysical Journal Supplement Series 7, 411, 1963
3. H. Safari, S. Nasiri, Y. Sobouti, Fast kink modes of longitudinally stratified coronal loops Astronomy & Astrophysics 470 (3), 1111—1116, 2007
4. Y. Sobouti, S. Nasiri, A phase space formulation of quantum state functions International journal of modern physics B 7 (18), 3255-3272, 1993
5. S.S. Hasan, Y. Sobouti, Mode classification and wave propagation in a magnetically structured medium Monthly Notices of the Royal Astronomical Society 228 (2), 427—451, 1987
6. J.W. Chamberlain, Y. Sobouti, Fluorescent Scattering in Planetary Atmospheres. I. Basic Theoretical Considerations. The Astrophysical Journal 135, 925, 1962
7. Y. Sobouti, The Potentials for the GP and the Toroidal Modes of Self-Gravitating Fluids Astronomy and Astrophysics 100, 319, 1981
8. J.N. Silverman, Y. Sobouti, Normal modes of self-gravitating fluids in perturbed configurations. I-Perturbational-variational procedure. II-Perturbational-variational expansion of the g-and p-modes of a non-adiabatic fluid about the adiabatic limit. Astronomy and Astrophysics 62, 355—363, 1978
9. Y. Sobouti, A Definition of the g-and p-Modes of Self-gravitating Fluids, Astronomy and Astrophysics 55, 327,1977
10. H. Safari, S. Nasiri, K. Karami, Y. Sobouti, Resonant absorption in dissipative flux tubes. Astronomy & Astrophysics 448 (1), 375—378, 2006
11. Y. Sobouti, Normal modes of rotating fluids. Astronomy and Astrophysics 89, 314—335, 1980
12. Y. Sobouti, Fluorescent Scattering in Planetary Atmospheres. II. Coupling among Transitions. The Astrophysical Journal 135, 938, 1962

Юсеф Собути имеет индекс Хирша h = 16.

## Награды
- Медальон за выдающиеся достижения в области исследований, Иран (1978 г.)
- Книга года, Иран (1995)
- Медаль Всемирной академии наук (TWAS), преподаватель физических наук (2000 г.)
- Международная премия Хорезми (2001)
- Премия регионального офиса TWAS за создание научных учреждений в регионе Центральной и Южной Азии, Бангалор (2012 г.)